# Ewald Kjølbro
Ewald Kjølbro (født 18. maj 1913 i Klaksvík, død 16. juni 1979) var en færøsk skibsreder.
Han fuldførte mellem- og realskolen i Tórshavn og tog en handelsuddannelse fra Gregg's Commercial School i Glasgow. Kjølbro var ansat i shippingfirmaet J.C. Peacock i Glasgow 1934–1935, bestyrelsesmedlem i familiefirmaet J.F. Kjølbro fra 1946 og Skála Skipasmiðja i Skáli 1946–1953, medlem af repræsentantskabet i Føroya Fiskasøla fra 1948 (formand i 1970), formand for regeringsudvalget for fornyelse af den færøske fiskeflåde 1951–53, bestyrelsesmedlem i Tryggingarsambandið Føroyar 1954–61 og Skipafelagið Føroyar fra 1964, bestyrelsesformand i Føroya Fiskasøla 1955–1969 og igen fra 1971, bestyrelsesformand i Føroya Reiðarafelag 1954–61 og formand i repræsentantskabet i Norðoya Sparikassi fra 1967 til sin død.
Kjølbro var honorær britisk konsul på Færøerne.
Han var søn af skibsreder Jógvan Fríðrik Kjølbro, onkel til politikeren Karin Kjølbro og svigersøn til købmanden Niclas Niclasen.